# Corbeil (Marne)
Corbeil település Franciaországban, Marne megyében. Lakosainak száma 99 fő (2022. január 1.). Corbeil Balignicourt, Bréban, Chapelaine, Margerie-Hancourt, Saint-Ouen-Domprot és Saint-Utin községekkel határos.

## Népesség
A település népességének változása:
| Lakosok száma | 140  | 118  | 113  | 104  | 95   | 93   | 92   | 95   | 97   | 99   |
|               | 1968 | 1982 | 1990 | 2006 | 2013 | 2015 | 2017 | 2019 | 2020 | 2022 |